# Uduba balsama
Uduba balsama is een spinnensoort uit de familie Udubidae. De soort komt voor in Madagaskar.